# Lago Winnebago
Il lago Winnebago è un grande lago situato nella parte orientale dello Stato del Wisconsin negli Stati Uniti d'America.

## Geografia
Il lago misura circa 46 km di lunghezza, per 16 km di larghezza, e si estende su una superficie è di 557 chilometri quadrati, il che lo rende il più grande lago interamente contenuto nel territorio dello Stato del Wisconsin. La sua profondità media è di 4,7 metri e quella massima è di 6,4.
Il lago Winnebago è alimentato da due immissari principali, il fiume Wolf e il Fox. Il Fox, dopo aver attraversato il lago, scorre verso nord, gettandosi nella Green Bay.
Le principali città lungo le sue sponde sono Oshkosh, Fond du Lac, Neenah e Menasha.